# Хиналугский язык
Хиналу́гский язык (хин. каьтш мицӀ) — язык хиналугцев — малочисленной этнической группы, проживающей на северо-востоке Азербайджана в селе Хыналыг (ранее — Хиналуг; азерб. Xınalıq; самоназвание: Кетш, Ketş) Губинского района.
Образует отдельную ветвь в составе нахско-дагестанской (восточно-кавказской) семьи языков.

## Классификация
Традиционно хиналугский считался одним из лезгинских языков, внутри которых он объединялся по географическому принципу с крызским и будухским в т. н. шахдагскую группу. Однако сейчас его рассматривают как отдельную ветвь нахско-дагестанских языков. Юнус Дешериев в своей «Грамматике хиналугского языка» ещё в 1959 году писал: «Что же касается хиналугского языка, то несомненно, что этот язык генетически относится к иберо-кавказским языкам, но занимает здесь особое место».
В частности, отмечается, что в хиналугском языке отсутствует целый ряд инноваций, характерных для лезгинских языков. Имеющиеся же специфические хиналугско-лезгинские изоглоссы обусловлены значительным влиянием лезгинского и бабадагских языков (название крызско-будухской (шахдагской) группы после исключения из неё хиналугского).

## Ареал и численность
Поселение Хыналыг (Хиналуг) расположено на высоте 2200 метров над уровнем моря в горах в верховьях реки Кудиалчай и большую часть года из-за снега и дождя не имеет автомобильного сообщения с остальным миром.

## Письменность
Фонетическая система хиналугского языка очень богата, включает 77 звуков — 59 согласных и 18 гласных. Ю. Д. Дешериев в «Грамматике хиналугского языка» (1959 г.) обозначал некоторые согласные лигатурами из двух, трёх и даже четырёх букв. Авторы книги «Фрагменты грамматики хиналугского языка» предлагали обозначения звуков хиналугского языка на основе латинской транскрипции (63 буквы, в том числе 54 согласные и 9 гласных). Здесь также применялись лигатуры.
В 1991 году поэтом Рагимом Алхасом был издан перевод произведений Низами Гянджеви на хиналугский язык. В этом издании, ставшем первенцом хиналугской письменности, использовалась кириллическая графика.
В 2007 году в селении Хиналуг на заседании комиссии по алфабетизации хиналугского языка, состоящей из лингвистов МГУ им. М. В. Ломоносова и учителей хиналугской средней школы, был принят хиналугский алфавит на основе латинской графики :
| A a   | B b   | C c | Cc cc | C' c' | Ç ç   | Çç çç | Ç' ç' | Ə ə | F f | G g | Gh gh | Ğ ğ | H h   | Hh hh | İ i |
| I ı   | J j   | K k | Kk kk | K' k' | Kh kh | Kx kx | L l   | M m | N n | O o | Ö ö   | P p | Pp pp | P' p' | Q q |
| Qq qq | Q' q' | R r | S s   | Ş ş   | T t   | Tt tt | T' t' | U u | Ü ü | V v | X x   | Y y | Z z   | Z̧ z̧   | ʕ   |

На этом алфавите был опубликован ряд изданий, однако не вся общественность приняла его положительно — в первую очередь, из-за большого количества диграфов. В 2013 году учёными Франкфуртского университета на основе исследований хиналугской фонетики, проведённой московскими специалистами, был составлен новый вариант хиналугского алфавита:
| A a | B b | C c | Ç ç | Ĉ ĉ | Ċ ċ | D d | E e | Ə ə | F f |
| G g | Ğ ğ | Ĝ ĝ | H h | Ĥ ĥ | Ḣ ḣ | X x | X̂ x̂ | I ı | İ i |
| J j | K k | K̂ k̂ | K̇ k̇ | Q q | Q̂ q̂ | Q̇ q̇ | L l | M m | N n |
| O o | Ö ö | P p | P̂ p̂ | Ṗ ṗ | R r | S s | Ŝ ŝ | Ş ş | T t |
| T̂ t̂ | Ṫ ṫ | U u | Ü ü | V v | Y y | Z z | Ẑ ẑ | Ż ż |     |

Соответствие кириллического и латинского хиналугского алфавитов:
| А а | Аь аь | Б б | В в | Г г | Гг гг | Гъ гъ | Гь гь | ГӀ гӀ | Д д | Дж дж | Е е | Ж ж | З з | И и | Й й | К к |
| --- | ----- | --- | --- | --- | ----- | ----- | ----- | ----- | --- | ----- | --- | --- | --- | --- | --- | --- |
| A a | Ə ə   | B b | V v | G g | Ĝ ĝ   | Ğ ğ   | H h   | Ḣ ḣ   | D d | C c   | E e | J j | Z z | İ i | Y y | K k |

| Кк кк | Къ къ | Кь кь | КӀ кӀ | Л л | М м | Н н | О о | Оь оь | П п | Пп пп | ПӀ пӀ | Р р | С с | Т т | Тт тт | ТӀ тӀ |
| ----- | ----- | ----- | ----- | --- | --- | --- | --- | ----- | --- | ----- | ----- | --- | --- | --- | ----- | ----- |
| K̂ k̂   | Q q   | Q̇ q̇   | K̇ k̇   | L l | M m | N n | O o | Ö ö   | P p | P̂ p̂   | Ṗ ṗ   | R r | S s | T t | T̂ t̂   | Ṫ ṫ   |

| У у | Уь уь | Ф ф | Х х | Хъ хъ | Хь хь | ХӀ хӀ | Ц ц | Цц цц | ЦӀ цӀ | Ч ч | Чч чч | ЧӀ чӀ | Ш ш | Ъ ъ | Ы ы | Э э |
| --- | ----- | --- | --- | ----- | ----- | ----- | --- | ----- | ----- | --- | ----- | ----- | --- | --- | --- | --- |
| U u | Ü ü   | F f | X x | Q̂ q̂   | X̂ x̂   | Ĥ ĥ   | Ŝ ŝ | Ẑ ẑ   | Ż ż   | Ç ç | Ĉ ĉ   | Ċ ċ   | Ş ş | Ḣ ḣ | I ı | E e |

## Лингвистическая характеристика

### Морфология
Одной из особенностей хиналугского языка является сложная морфологическая структура. Так, например, в хиналугском языке имеется 14 падежей: часть из них синтаксические (абсолютив, эргатив, генитив для отчуждаемой принадлежности, генитив для неотчуждаемой принадлежности, датив, комитатив, два компаратива), а часть является локативными (выражает положение в пространстве: общий локатив, посессивный локатив, общий аблатив, адессив, ад-аблатив, посессивный аблатив), такое разделение типично для нахско-дагестанских языков.
У существительных в единственном числе имеется 4 согласовательных класса; во множественном встречается только личный и неличный классы.
Хиналугский глагол имеет развитую парадигму спряжения; у глагола морфологически маркируется грамматическое время, он согласуется с существительными в классе и числе. Имеется несколько повелительных наклонений.
Одной из специфических особенностей шахдагской группы языков является категория рода — она важна и для хиналугского языка. В хиналугском, будухском, крызском, лакском и даргинском языках четыре рода — мужской, женский, животные и неживые предметы. Таким образом, носители этих языков различают окружающие предметы именно этим способом. Кроме того, в хиналугском языке есть окончания, показывающие падеж, число, принадлежность, время, притяжательность, а также количество, множество и счёт.

### Лексика
Хиналугский язык испытывает сильное влияние азербайджанского языка. Лексические азербайджанизмы пронизывают почти все лексико-тематические группы (ср. названия частей тела: агъзы «рот», дирсаьг «локоть», коксу «грудь», чигин «плечо» и др.). Через азербайджанское посредство проникли и арабско-персидские лексические единицы (дарс «урок», душман «враг», маьсаьлаь «задача», махӀсул «урожай», гомуш «буйволица» и др.), равно как и заимствования из русского языка, относящиеся, в основном, к советскому времени.